# La Lumière d'en face
Pour plus de détails, voir Fiche technique et Distribution.
La Lumière d'en face est un film français réalisé par Georges Lacombe en 1955 et sorti en 1956.

## Synopsis
Georges Marceau est conducteur de poids lourds. Il doit épouser la sensuelle Olivia. Un grave accident le contraint à une vie chaste. En dépit des circonstances et fidèle à sa promesse, Olivia l'épouse. Le couple ouvre un restaurant de routiers. L'infirmité de Georges, la beauté troublante d'Olivia, et la proximité d'autres hommes dont le pompiste Piétri, provoqueront le drame. Psychologiquement fragile, devenant fou de jalousie, Georges blessera Piétri, chez qui Olivia s'était réfugiée, puis se fera renverser par un camion qu'il cherchera à stopper en pensant que c’était celui qui fut le sien. Blessé il s'en sortira et le couple en survivra.

## Fiche technique
- Titre : La Lumière d'en face
- Réalisation : Georges Lacombe
- Ass. réal. : Serge Vallin, Pierre Blondy
- Scénario : Jacques Gauthier
- Adaptation et dialogues : Louis Chavance, René Masson, Jacques Gauthier
- Dialogues : Jacques Gauthier, René Lefèvre
- Producteur : Jacques Gauthier
- Décors : Alexandre Trauner
- Ass. déc. : J. Forestier
- Directeur de la photographie : Louis Page
- Opérateur : André Dumaître
- Musique : Norbert Glanzberg
- Montage : Raymond Leboursier
- Son : Antoine Archimbaud
- Maquillage : Hagop Arakelian
- Photographe de plateau : Serge Beauvarlet
- Script-girl : Jeanne Witta
- Régisseur : Jean Pieuchot
- Administrateur : Christine Gouze-Rénal
- Production : Entreprise Générale Cinématographique (Jacques Gauthier), Les Films Fernand Rivers, Général Productions
- Directeur de production : Fred Surin
- Distribution : Les Films Fernand Rivers
- Tournage du 11 juillet au 30 août 1955
- Pays d'origine :  France
- Format :  Noir et blanc - 1,37:1 - 35 mm - Son mono
- Genre : Drame
- Durée : 100 minutes
- Première présentation :
  - France - 24 février 1956
- Affiche : Clément Hurel (France)

## Distribution
- Raymond Pellegrin : Georges Marceau, conducteur de poids lourds
- Roger Pigaut : Piétri, le pompiste
- Brigitte Bardot : Olivia Marceau, la femme de Georges
- Claude Romain : Barbette
- Jean Debucourt : le professeur Nieumer
- Antonin Berval : Albert
- Guy Piérauld : Antoine
- Lucien Hubert : Gaspard
- Daniel Ceccaldi : l'amoureux en panne
- Christine Gouze-Rénal : l'inconnue en voiture
- Joe Davray : un consommateur
- Jacques Gauthier : le docteur
- Hennery :
- Jean-François Martial :

## Production
Lieux de tournage: Pont Saint Esprit - Gard / ilot sur le Rhône (fête foraine) /quai Bonnefoy-Sibour (scène Bardot-Pellegrin) / studios Riviera de la Victorine Nice / Saint-Jean-Cap-Ferrat / Valbonne, col d'Eze (Alpes-Maritimes).

## Éditions
La société René Chateau édite le film en VHS en 1997, puis en DVD en 2008, image et son restauré. Enfin le film est également disponible dans l'édition Gaumont à la demande en 2016.
Une sortie éditée chez Gaumont, en blu ray sortira le 6 juillet 2022.